# Tragedia żebracza
Tragedia żebracza (właśc. Tragedia żebracza nowo uczyniona) – anonimowy renesansowy dramat, pochodzący z połowy XVI wieku. Mimo że utwór był niezwykle popularny, do dziś zachował się jedynie jego fragmenty oraz wydany w 1573 roku w Litomyślu przekład czeski, na podstawie którego Józef Magnuszewski stworzył rekonstrukcję oryginału polskiego.
Utwór liczył prawdopodobnie około 1000 wersów. Jego akcja dzieje się w Potoku pod Częstochową, gdzie w miejscowej karczmie polscy żebracy urządzili swój synod. W czasie jego trwania wdali się w spór z kupcem, który obraził stan żebraczy. Kłótnia, w której obie strony zostają całkowicie obśmiane, kończy się błazeńskim wyrokiem obecnego w karczmie Wójta.
Do Tragedii żebraczej nawiązuje wydana w 1612 roku Peregrynacja dziadowska.